# Progressione del record italiano della maratona maschile

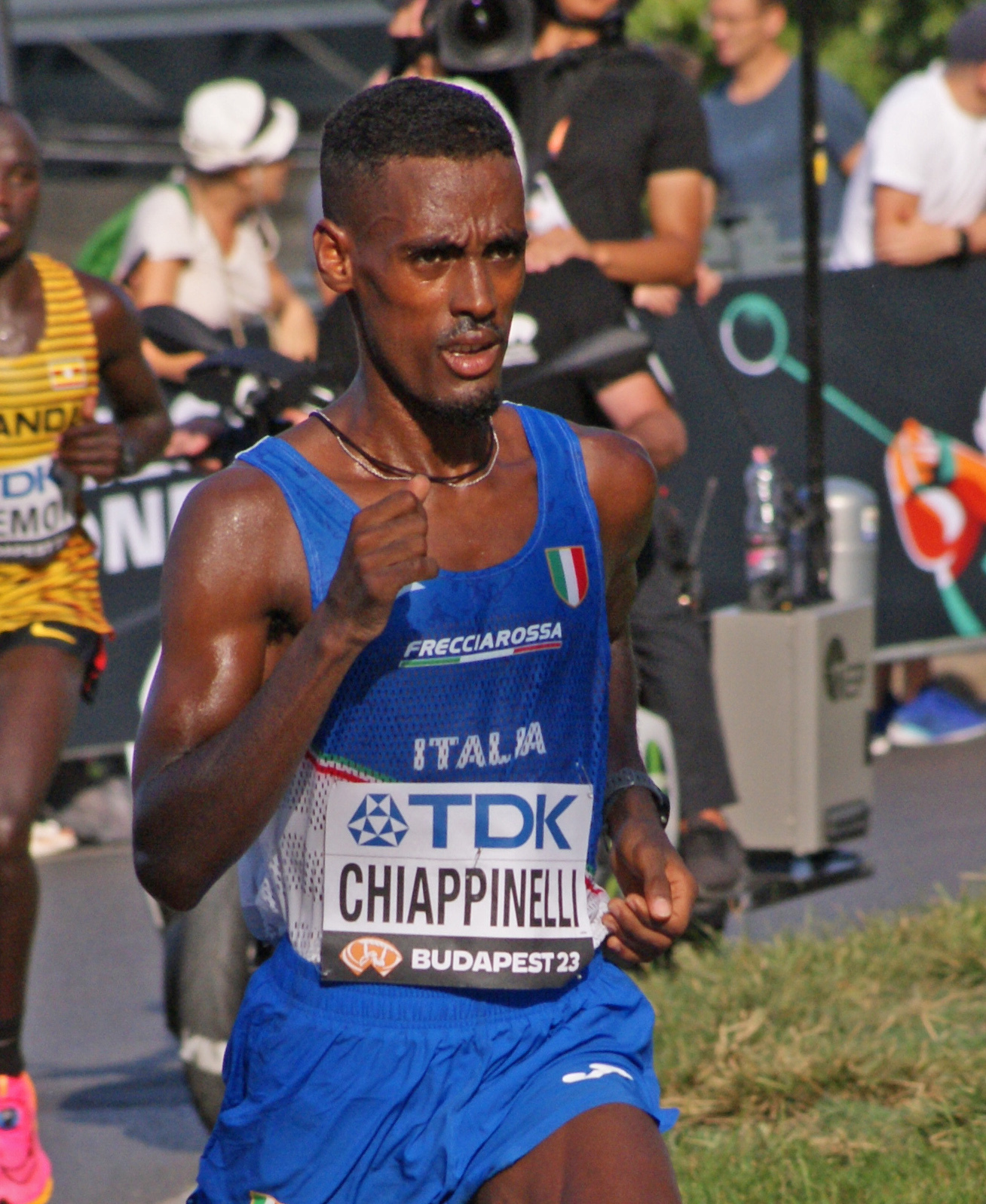
Yohanes Chiappinelli, detentore del record italiano della maratona dal 1º dicembre 2024.

La voce seguente illustra la progressione del record italiano della maratona maschile di atletica leggera.
Il primo record italiano maschile in questa disciplina venne ratificato il 2 aprile 1906.

## Progressione

Giuseppe Cindolo, detentore del record italiano dal 1974 al 1981.

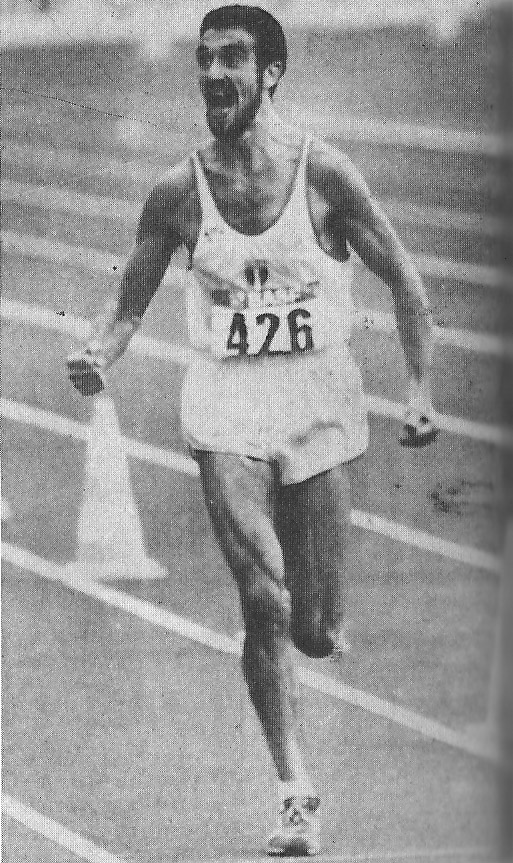
Gelindo Bordin, detentore del record italiano dal 1988 al 1997.

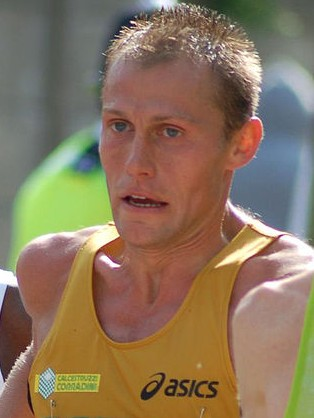
Stefano Baldini, detentore del record italiano dal 1997 al 2001 e dal 2002 al 2020.

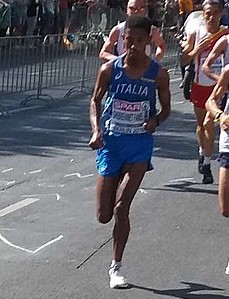
Eyob Faniel, detentore del record italiano della dal 2020 al 2023.

| Tempo       | Atleta               | Società                           | Luogo        | Data              | Note  |
| ----------- | -------------------- | --------------------------------- | ------------ | ----------------- | ----- |
| 2h42'00"3/5 | Dorando Pietri       | Atalanta Torino                   | Roma         | 2 aprile 1906     | d     |
| 2h54'46"2/5 | Dorando Pietri       | Società Ginnastica La Patria 1879 | Londra       | 24 luglio 1900    | [ 2 ] |
| 2h54'06"4/5 | Giuseppe Losi        | Post Resurgo Libertas Milano      | Milano       | 27 settembre 1908 | [ 1 ] |
| 2h44'20"2/5 | Dorando Pietri       | libero                            | New York     | 25 novembre 1908  |       |
| 2h38'48"1/5 | Dorando Pietri       | libero                            | Buenos Aires | 24 maggio 1910    | [ 3 ] |
| 2h38'00"4/5 | Umberto Blasi        | Sport Club Macao Roma             | Legnano      | 22 novembre 1914  | [ 1 ] |
| 2h36'32"4/5 | Valeriano Arri       | Unione Sportiva Barriera Nizza    | Anversa      | 22 agosto 1920    |       |
| 2h33'25"    | Savino Resta         | Società Sportiva Parioli Roma     | Milano       | 25 giugno 1939    |       |
| 2h32'33"    | Salvatore Costantino | GUF Napoli                        | Padova       | 19 ottobre 1941   |       |
| 2h32'06"    | Ettore Padovani      | Fondazione Bentegodi Verona       | Roma         | 27 ottobre 1946   | d     |
| 2h29'51"    | Salvatore Costantino | Sangiovannese Napoli              | Roma         | 26 ottobre 1947   | d     |
| 2h29'30"1/5 | Edoardo Righi        | ASSI Giglio Rosso                 | Treviso      | 22 giugno 1958    |       |
| 2h26'52"    | Edoardo Righi        | ASSI Giglio Rosso                 | Stoccolma    | 24 agosto 1958    |       |
| 2h24'09"    | Antonio Ambu         | Atletica Pro Sesto                | Lecce        | 28 ottobre 1962   |       |
| 2h22'24"4   | Antonio Ambu         | Lilion Snia Varedo                | Catania      | 4 novembre 1966   |       |
| 2h18'04"    | Antonio Ambu         | Lilion Snia Varedo                | Boston       | 19 aprile 1967    |       |
| 2h17'21"2   | Antonio Brutti       | Centro Sportivo Carabinieri       | Bruxelles    | 11 giugno 1972    |       |
| 2h15'41"8   | Giuseppe Cindolo     | Alco Rieti                        | Cassinetta   | 25 aprile 1974    |       |
| 2h11'45"    | Giuseppe Cindolo     | Alco Rieti                        | Fukuoka      | 7 dicembre 1975   |       |
| 2h11'19"    | Gianni Poli          | Club Sportivo San Rocchino        | Fukuoka      | 6 dicembre 1981   |       |
| 2h11'05"    | Gianni Poli          | Club Sportivo San Rocchino        | Helsinki     | 14 agosto 1983    |       |
| 2h11'05"    | Gianni Poli          | Club Sportivo San Rocchino        | Milano       | 28 aprile 1984    |       |
| 2h10'23"    | Orlando Pizzolato    | CUS Ferrara                       | Hiroshima    | 14 aprile 1985    |       |
| 2h09'57"    | Gianni Poli          | Club Sportivo San Rocchino        | Chicago      | 20 ottobre 1985   |       |
| 2h09'27"    | Gelindo Bordin       | PAF Verona                        | Boston       | 18 aprile 1988    |       |
| 2h08'19"    | Gelindo Bordin       | PAF Verona                        | Boston       | 16 aprile 1990    |       |
| 2h07'57"    | Stefano Baldini      | Calcestruzzi Corradini Rubiera    | Londra       | 13 aprile 1997    |       |
| 2h07'52"    | Giacomo Leone        | Gruppo Sportivo Fiamme Oro        | Ōtsu         | 4 marzo 2001      |       |
| 2h07'29"    | Stefano Baldini      | Calcestruzzi Corradini Rubiera    | Londra       | 14 aprile 2002    |       |
| 2h07'22"    | Stefano Baldini      | Calcestruzzi Corradini Rubiera    | Londra       | 23 aprile 2006    |       |
| 2h07'19"    | Eyob Faniel          | Gruppo Sportivo Fiamme Oro        | Siviglia     | 23 febbraio 2020  |       |
| 2h07'16"    | Iliass Aouani        | Gruppo Sportivo Fiamme Azzurre    | Barcellona   | 19 marzo 2023     | [ 4 ] |
| 2h06'06"    | Yemaneberhan Crippa  | Gruppo Sportivo Fiamme Oro        | Siviglia     | 18 febbraio 2024  |       |
| 2h05'24"    | Yohanes Chiappinelli | Centro Sportivo Carabinieri       | Valencia     | 1º dicembre 2024  | [ 5 ] |